# Qbrick
Qbrick AB är ett svenskt företag som arbetar inom streaming media, d.v.s. video och ljud över Internet. Företaget levererar en videoplattform genom vilken företag och organisationer kan filma, redigera, lagra och distribuera live-streaming och videoklipp on-demand. Företaget anpassar och sänder till alla typer av terminaler som datorer, mobiltelefoner, surfplattor, digitalteveboxar och TV.
Qbrick grundades 1999 och förvärvades av franska TDF 2011 då man även bytte namn till Arkena. 2016 köpte internetlevantören IP-Only Arkena och namnändrade då tillbaka till Qbrick. 2018 såldes bolaget till privata investerare som senare samma år även förvärvade företaget Ucast som hade utvecklat ett on-lineverktyg för redigering av video. Verksamheterna i Qbrick och Ucast har slagits ihop och tjänster erbjuds idag, 2019, via det samlade nya bolaget Qbrick.